# 大慶ラジオ・テレビ塔
大慶ラジオ・テレビ塔（だいけいラジオ・テレビとう、Daqing Radio and Television Tower）は、中華人民共和国の大慶市に位置する、独立塔である。1989年に建設され、高さは260mである。